# Легка атлетика на літніх Олімпійських іграх 2000
Змагання з легкої атлетики на літніх Олімпійських іграх 2000 були проведені з 22 вересня по 1 жовтня в Сіднеї на Олімпійському стадіоні.
Олімпійські чемпіони зі спортивної ходьби та марафонського бігу визначались на шосейних трасах, прокладених вулицями міста, проте старт і фініш відбувався на стадіоні.
Фінальний забіг на жіночій стометрівці виграла американка Меріон Джонс, яка згодом була визнана винуватою у порушенні анти-допінгових правил, внаслідок чого була змушена повернути золоту медаль. Катерина Тану була на фініші другою та могла би після дискваліфікації американки отримати золоту медаль. Проте, з огляду на її вчинок безпосередньо перед Іграми-2004, коли вона разом із співвітчизником Константіносом Кентерісом імітувала мотоциклетну аварію задля уникнення допінг-тесту, Тану «золото» так і не отримала, і за рішенням МОК була залишена зі срібною медаллю. Водночас, МОК вирішив вручити друге «срібло» ямайській спринтерці Тайні Лоренс, яка первісно була третьою. Внаслідок цього Мерлін Отті, яка була четвертою, отримала бронзову нагороду.
Маріон Джонс також брала участь у обох естафетних змаганнях, де американські квартети вибороли перше (4×400 м) та третє (4×100 м) місця. Чинні на той момент правила не передбачали автоматичного позбавлення медалей естафетної команди, один член якого був дискваліфікований за порушення анти-допінгових правил. Американські спринтерки обох квартетів домоглися через Спортивний арбітражний суд залишення медалей за ними. Медалей була позбавлена лише Меріон Джонс.

## Призери

### Чоловіки
| Дисципліни                              | Золото | Золото     | Срібло | Срібло   | Бронза                                                                                   | Бронза   |
| --------------------------------------- | --- | ---------- | --- | -------- | ---------------------------------------------------------------------------------------- | -------- |
| 100 метрів (вітер: -0,3 м/с)            | Моріс Грін · США | 9,87       | Ато Болдон · Тринідад і Тобаго                                                                               | 9,99     | Обаделе Томпсон · Барбадос                                                               | 10,04    |
| 200 метрів (вітер: -0,6 м/с)            | Константінос Кентеріс · Греція                                                                                         | 20,09      | Даррен Кемпбелл · Велика Британія                                                                            | 20,14    | Ато Болдон · Тринідад і Тобаго                                                           | 20,20    |
| 400 метрів                              | Майкл Джонсон · США | 43,84      | Елвін Гаррісон · США                                                                                         | 44,40    | Грег Хотон · Ямайка                                                                      | 44,70    |
| 800 метрів                              | Нільс Шуманн · Німеччина                                                                                               | 1.45,08    | Вілсон Кіпкетер · Данія                                                                                      | 1.45,14  | Джабір Саїд-Герні · Алжир                                                                | 1.45,16  |
| 1500 метрів                             | Ноа Нгені · Кенія | 3.32,07 OR | Гішам ель Герруж · Марокко                                                                                   | 3.32,32  | Бернард Лагат · Кенія                                                                    | 3.32,44  |
| 5000 метрів                             | Мілліон Вольде · Ефіопія                                                                                               | 13.35,49   | Алі Саїді-Сієф · Алжир                                                                                       | 13.36,20 | Брагім Лаглафі · Марокко                                                                 | 13.36,47 |
| 10000 метрів                            | Хайле Гебрселассіє · Ефіопія                                                                                           | 27.18,20   | Пол Тергат · Кенія                                                                                           | 27.18,29 | Ассефа Мезґебу · Ефіопія                                                                 | 27.19,75 |
| 110 метрів з бар'єрами (вітер: 0,6 м/с) | Аньєр Гарсія · Куба | 13,00      | Терренс Треммелл · США                                                                                       | 13,16    | Марк Крір · США                                                                          | 13,22    |
| 400 метрів з бар'єрами                  | Енджело Тейлор · США                                                                                                   | 47,50      | Гаді аль-Сомайлі · Саудівська Аравія                                                                         | 47,53    | Ллевелін Герберт · Південно-Африканська Республіка                                       | 47,81    |
| 3000 метрів з перешкодами               | Рубен Косгеї · Кенія                                                                                                   | 8.21,43    | Вілсон Бойт Кіпкетер · Кенія                                                                                 | 8.21,71  | Алі Еззін · Марокко                                                                      | 8.22,15  |
| 4×100 метрів                            | США · Джон Драммонд · Бернард Вільямс · Браян Льюїс · Моріс Грін · Тім Монтгомері (забіг) · Кеннет Брокенберр (забіг)  | 37,61      | Бразилія Вісенте де Ліма Едсон Рібейру Андре да Сілва Клаудіней да Сілва Клаудіу Соуза (забіг)               | 37,90    | Куба Луїс Перес-Ріонда Іван Гарсія Фредді Майола Хосе Анхель Сесар                       | 38,04    |
| 4×400 метрів                            | Нігерія · Клемент Чукву · Джуд Моньє · Сандей Бада · Енефіок Удо-Обонг · Ндука Авазі (забіг) · Фіделіс Гадзама (забіг) | 2.58,68    | Ямайка Майкл Блеквуд Грег Хотон Кріс Вільямс Денні Мак-Фарлейн Санджей Ейр (забіг) Майкл Мак-Дональд (забіг) | 2.58,78  | Багамські Острови Евард Монкер Трой Макінтош Карл Олівер Кріс Браун Тім Маннінгс (забіг) | 2.59,23  |
|                                         | |            | |          |                                                                                          |          |
| Марафон                                 | Гезахегне Абера · Ефіопія                                                                                              | 2:10.11    | Ерік Вайнайна · Кенія                                                                                        | 2:10.31  | Тесфає Тола · Ефіопія                                                                    | 2:11.10  |
| Ходьба 20 кілометрів                    | Роберт Коженьовський · Польща                                                                                          | 1:18.59 OR | Ное Ернандес · Мексика                                                                                       | 1:19.03  | Володимир Андреєв · Росія                                                                | 1:19.27  |
| Ходьба 50 кілометрів                    | Роберт Коженьовський · Польща                                                                                          | 3:42.22    | Айгарс Фадєєвс · Латвія                                                                                      | 3:43.40  | Хоель Санчес Герреро · Мексика                                                           | 3:44.36  |
|                                         | |            | |          |                                                                                          |          |
| Стрибки у висоту                        | Сергій Клюгін · Росія                                                                                                  | 2,35       | Хав'єр Сотомайор · Куба                                                                                      | 2,32     | Абдеррахман Гаммад · Алжир                                                               | 2,32     |
| Стрибки з жердиною                      | Нік Гайсонг · США | 5,90       | Лоуренс Джонсон · США                                                                                        | 5,90     | Максим Тарасов · Росія                                                                   | 5,90     |
| Стрибки у довжину                       | Іван Педросо · Куба | 8,55       | Джей Тауріма · Австралія                                                                                     | 8,49     | Роман Щуренко · Україна                                                                  | 8,31     |
| Потрійний стрибок                       | Джонатан Едвардс · Велика Британія                                                                                     | 17,71      | Йоель Гарсія · Куба                                                                                          | 17,47    | Денис Капустін · Росія                                                                   | 17,46    |
| Штовхання ядра                          | Арсі Гар'ю · Фінляндія                                                                                                 | 21,29      | Адам Нельсон · США                                                                                           | 21,21    | Джон Годіна · США                                                                        | 21,20    |
| Метання диска                           | Віргіліюс Алекна · Литва                                                                                               | 69,30      | Ларс Рідель · Німеччина                                                                                      | 68,50    | Франц Крюгер · Південно-Африканська Республіка                                           | 68,19    |
| Метання молота                          | Шимон Зюлковський · Польща                                                                                             | 80,02      | Нікола Віццоні · Італія                                                                                      | 79,64    | Ігор Астапкович · Білорусь                                                               | 79,17    |
| Метання списа                           | Ян Железний · Чехія | 90,17 OR   | Стівен Беклі · Велика Британія                                                                               | 89,85    | Сергій Макаров · Росія                                                                   | 88,67    |
|                                         | |            | |          |                                                                                          |          |
| Десятиборство                           | Еркі Ноол · Естонія | 8642       | Роман Шебрле · Чехія                                                                                         | 8606     | Кріс Гаффінс · США                                                                       | 8595     |

### Жінки
| Дисципліни                              | Золото                                                                                                  | Золото      | Срібло | Срібло     | Бронза | Бронза   |
| --------------------------------------- | --- | ----------- | --- | ---------- | --- | -------- |
| 100 метрів (вітер: -0,4 м/с)            | не вручалась                                                                                            |             | Катерина Тану · Греція Тайна Лоренс · Ямайка                                                                           | 11,1211,18 | Мерлін Отті · Ямайка                                                                                                   | 11,19    |
| 200 метрів (вітер: 0,7 м/с)             | Полін Девіс-Томпсон · Багамські Острови                                                                 | 22,27       | Сусантіка Джаясінге · Шрі-Ланка                                                                                        | 22,28      | Беверлі Мак-Дональд · Ямайка                                                                                           | 22,35    |
| 400 метрів                              | Кеті Фрімен · Австралія                                                                                 | 49,11       | Лоррейн Грем · Ямайка                                                                                                  | 49,58      | Катарін Меррі · Велика Британія                                                                                        | 49,72    |
| 800 метрів                              | Марія Мутола · Мозамбік                                                                                 | 1.56,15     | Штефані Граф · Австрія                                                                                                 | 1.56,64    | Келлі Голмс · Велика Британія                                                                                          | 1.56,80  |
| 1500 метрів                             | Нурія Мера-Беніда · Алжир                                                                               | 4.05,10     | Вьолета Бекля · Румунія                                                                                                | 4.05,15    | Габріела Сабо · Румунія                                                                                                | 4.05,27  |
| 5000 метрів                             | Габріела Сабо · Румунія                                                                                 | 14.40,79 OR | Соня О'Саллівен · Ірландія                                                                                             | 14.41,02   | Гете Вамі · Ефіопія | 14.42,23 |
| 10000 метрів                            | Дерарту Тулу · Ефіопія                                                                                  | 30.17,49 OR | Гете Вамі · Ефіопія | 30.22,48   | Фернанда Рібейру · Португалія                                                                                          | 30.22,88 |
| 100 метрів з бар'єрами (вітер: 0,0 м/с) | Ольга Шишигіна · Казахстан                                                                              | 12,65       | Глорі Алозі · Нігерія                                                                                                  | 12,68      | Мелісса Моррісон · США                                                                                                 | 12,76    |
| 400 метрів з бар'єрами                  | Ірина Привалова · Росія                                                                                 | 53,02       | Деон Геммінгс · Ямайка                                                                                                 | 53,45      | Неза Бідуан · Марокко                                                                                                  | 53,57    |
| 4×100 метрів                            | Багамські Острови Саватеда Файнс Чандра Старрап Полін Девіс-Томпсон Деббі Фергюсон Елдісі Льюїс (забіг) | 41,95       | Ямайка Тайна Лоренс Вероніка Кемпбелл Беверлі Мак-Дональд Мерлін Отті Мерлін Фрейзер (забіг)                           | 42,13      | США · Крісте Гейнс · Торрі Едвардс · Ненсін Перрі · Меріон Джонс DQ · Пешн Річардсон (забіг)                           | 42,20    |
| 4×400 метрів                            | США · Джерл Майлз · Монік Геннаган · Меріон Джонс DQ · Латаша Коландер · Андреа Андерсон (забіг)        | 3.22,62     | Нігерія · Сенді Річардс · Кетрін Скотт · Деон Геммінгс · Лоррейн Грем · Чармейн Говелл (забіг) · Мішель Бургер (забіг) | 3.23,25    | Росія Юлія Сотникова Світлана Гончаренко Ольга Котлярова Ірина Привалова Наталія Назарова (забіг) Олеся Зикіна (забіг) | 3.23,46  |
|                                         | |             | |            | |          |
| Марафон                                 | Такахасі Наоко · Японія                                                                                 | 2:23.14 OR  | Лідія Шимон · Румунія                                                                                                  | 2:23.22    | Джойс Чепчумба · Кенія                                                                                                 | 2:24.45  |
| Ходьба 20 кілометрів                    | Ван Ліпін · Китай                                                                                       | 1:29.05 OR  | Г'єрсті Плетцер · Норвегія                                                                                             | 1:29.33    | Марія Васко · Іспанія                                                                                                  | 1:30.23  |
|                                         | |             | |            | |          |
| Стрибки у висоту                        | Олена Єлесіна · Росія                                                                                   | 2,01        | Гестрі Клуте · Південно-Африканська Республіка                                                                         | 2,01       | Кайса Бергквіст · Швеція Оана Пантелімон · Румунія                                                                     | 1,99     |
| Стрибки з жердиною                      | Стейсі Драгіла · США                                                                                    | 4,60 OR     | Тетяна Григор'єва · Австралія                                                                                          | 4,55       | Вала Флосадоттір · Ісландія                                                                                            | 4,50     |
| Стрибки у довжину                       | Хайке Дрехслер · Німеччина                                                                              | 6,99        | Фіона Мей · Італія | 6,92       | Тетяна Котова · Росія                                                                                                  | 6,83     |
| Потрійний стрибок                       | Тереза Марінова · Болгарія                                                                              | 15,20       | Тетяна Лебедєва · Росія                                                                                                | 15,00      | Олена Говорова · Україна                                                                                               | 14,96    |
| Штовхання ядра                          | Яніна Корольчик · Білорусь                                                                              | 20,56       | Лариса Пелешенко · Росія                                                                                               | 19,92      | Астрід Кумбернусс · Німеччина                                                                                          | 19,62    |
| Метання диска                           | Елліна Звєрєва · Білорусь                                                                               | 68,40       | Анастасія Келесіду · Греція                                                                                            | 65,71      | Ірина Ятченко · Білорусь                                                                                               | 65,20    |
| Метання молота                          | Каміла Сколімовська · Польща                                                                            | 71,16       | Ольга Кузенкова · Росія                                                                                                | 69,77      | Кірстен Мюнхов · Німеччина                                                                                             | 69,28    |
| Метання списа                           | Тріне Гаттестад · Норвегія                                                                              | 68,91 OR    | Мірела Маніяні · Греція                                                                                                | 67,51      | Ослейдіс Менендес · Куба                                                                                               | 66,18    |
|                                         | |             | |            | |          |
| Семиборство                             | Деніз Льюїс · Велика Британія                                                                           | 6584        | Олена Прохорова · Росія                                                                                                | 6531       | Наталія Сазанович · Білорусь                                                                                           | 6527     |

## Медальний залік
| Місце | Країна            | Золото | Срібло | Бронза | Загалом |
| ----- | ----------------- | ------ | ------ | ------ | ------- |
| 1     | США               | 7      | 4      | 5      | 16      |
| 2     | Ефіопія           | 4      | 1      | 3      | 8       |
| 3     | Польща            | 4      | 0      | 0      | 4       |
| 4     | Росія             | 3      | 4      | 6      | 13      |
| 5     | Кенія             | 2      | 3      | 2      | 7       |
| 6     | Куба              | 2      | 2      | 2      | 6       |
| 6     | Велика Британія   | 2      | 2      | 2      | 6       |
| 8     | Німеччина         | 2      | 1      | 2      | 5       |
| 9     | Білорусь          | 2      | 0      | 3      | 5       |
| 10    | Багамські Острови | 2      | 0      | 1      | 3       |
| 11    | Греція            | 1      | 3      | 0      | 4       |
| 12    | Румунія           | 1      | 2      | 2      | 5       |
| 13    | Австралія         | 1      | 2      | 0      | 3       |
| 14    | Алжир             | 1      | 1      | 2      | 4       |
| 15    | Чехія             | 1      | 1      | 0      | 2       |
| 15    | Нігерія           | 1      | 1      | 0      | 2       |
| 15    | Норвегія          | 1      | 1      | 0      | 2       |
| 18    | Болгарія          | 1      | 0      | 0      | 1       |
| 18    | КНР               | 1      | 0      | 0      | 1       |
| 18    | Естонія           | 1      | 0      | 0      | 1       |
| 18    | Фінляндія         | 1      | 0      | 0      | 1       |
| 18    | Японія            | 1      | 0      | 0      | 1       |
| 18    | Казахстан         | 1      | 0      | 0      | 1       |
| 18    | Литва             | 1      | 0      | 0      | 1       |
| 18    | Мозамбік          | 1      | 0      | 0      | 1       |
| 26    | Ямайка            | 0      | 6      | 3      | 9       |
| 27    | Італія            | 0      | 2      | 0      | 2       |
| 28    | Марокко           | 0      | 1      | 3      | 4       |
| 29    | ПАР               | 0      | 1      | 2      | 3       |
| 30    | Мексика           | 0      | 1      | 1      | 2       |
| 30    | Тринідад і Тобаго | 0      | 1      | 1      | 2       |
| 32    | Австрія           | 0      | 1      | 0      | 1       |
| 32    | Бразилія          | 0      | 1      | 0      | 1       |
| 32    | Данія             | 0      | 1      | 0      | 1       |
| 32    | Ірландія          | 0      | 1      | 0      | 1       |
| 32    | Латвія            | 0      | 1      | 0      | 1       |
| 32    | Саудівська Аравія | 0      | 1      | 0      | 1       |
| 32    | Шрі-Ланка         | 0      | 1      | 0      | 1       |
| 39    | Україна           | 0      | 0      | 2      | 2       |
| 40    | Барбадос          | 0      | 0      | 1      | 1       |
| 40    | Ісландія          | 0      | 0      | 1      | 1       |
| 40    | Португалія        | 0      | 0      | 1      | 1       |
| 40    | Іспанія           | 0      | 0      | 1      | 1       |
| 40    | Швеція            | 0      | 0      | 1      | 1       |